# Скит святой Анны
Скит Святой Анны (греч. Σκήτη Αγίας Άννας) — один из монастырей на Святой Горе Афон в Греции. Основан в X веке. Был посвящен святой Анне, матери Богородицы.

## История
Первые монахи появились здесь в 1007 году. В 1320 году скит был заброшен из-за нападений пиратов. В XVII-XVIII веках скит был восстановлен, и монахи снова начали здесь свою службу. В 1752 году был построен главный храм имени святой Анны.
Скит Святой Анны известен  строгими монашескими традициями и духовной практикой. Здесь проводятся богослужения, монахи занимаются молитвой, трудом и изучением священных текстов.

Центральная церковь скита Святой Анны была построена в 1680 году, когда скит был расширен Патриархом Константинопольским Дионисием III.